# Santa Cruz (Campeche)
Santa Cruz es una localidad del estado mexicano de Campeche. Es parte del municipio de Hecelchakán.

## Demografía
| Gráfica de evolución demográfica |
|                                  |

| Censo | Población |
| ----- | --------- |
| 1900  | 116       |
| 1910  | 120       |
| 1921  | 160       |
| 1930  | 182       |
| 1940  | 224       |
| 1950  | 264       |
| 1960  | 319       |
| 1970  | 320       |
| 1980  | 461       |
| 1990  | 769       |
| 2000  | 926       |
| 2010  | 1 118     |
| 2020  | 1 297     |